# Kodaira–Spencers avbildning
Inom matematiken är Kodaira–Spencers avbildning, introducerad av Kunihiko Kodaira och Donald C. Spencer, en avbildning associerad till en deformation av ett schema eller en komplex mångfald X. Avbildningen tar tangentrummet av en punkt i deformationsrummet till den första kohomologigruppen av kärven av vektorfält på X.